# Centre històric de Querol
El Centre històric de Querol és un conjunt arquitectònic de Querol (Alt Camp) protegit com a Bé Cultural d'Interès Local.

## Descripció
El municipi de Querol és situat a la part nord-est de l'Alt Camp. La població es distribueix en petits nuclis com Querol, que és cap de terme, Esblada, Bonany, Montagut, l'antiga quadra de Valldossera i el veïnat d'Albereda, i en masies disperses. Es troben dins el terme els castells de Saburella i de Pinyana, avui en ruïnes. L'economia de Querol es basa fonamentalment en l'agricultura. S'hi conreen la vinya, els cereals i l'ametller. El poble de Querol, situat a la part més occidental del municipi, es desenvolupa al vessant d'un turó i és presidit per l'església parroquial i per les ruïnes del castell.

## Història
Les primeres notícies sobre la zona daten del segle x. Després de l'inici de l'ocupació per les tropes franques cap el 950, sembla que la primera del rei Lotari del 988. Al llarg dels segles x i xi la propietat passà per diverses mans, fins que el 1112 Ramon Berenguer III cedí a Guerau Alemany de Cervelló la dominicatura de Querol. A partir del segle xiv apareix esmentada la baronia de Querol, propietat dels Cervelló fins al 1528, data en què passà als Barberà. Cap el 1597 n'era propietària la família Saiol, propietat que mantingueren fins a la fi del segle xix.